# Razzaq Farhan
Razzaq Farhan (en árabe: رزاق فرحان موسى‎; Bagdad. Irak; 1 de julio de 1974) es un exfutbolista y entrenador de fútbol de Irak que jugaba en la posición de delantero.

## Carrera

### Club
| Periodo   | Club              |
| --------- | ----------------- |
| 1994–1995 | Babil SC          |
| 1995–1998 | Al-Quwa Al-Jawiya |
| 1998–1999 | Bahrain Club      |
| 1999      | Al-Quwa Al-Jawiya |
| 1999–2002 | Sharjah FC        |
| 2002–2003 | Bahrain Club      |
| 2003      | Al Khaleej Club   |
| 2003–2004 | Sharjah FC        |
| 2004      | Al-Shamal SC      |
| 2004–2005 | Qatar SC          |
| 2005      | Riffa Club        |
| 2005–2006 | Dubai Club        |
| 2006–2007 | Ajman Club        |
| 2007      | Muharraq Club     |
| 2007–2008 | Al-Baqa'a SC      |
| 2008–2009 | Al-Faisaly Amman  |
| 2009–2012 | Al-Quwa Al-Jawiya |

### Selección nacional
Jugó para Irak en 60 ocasiones de 1998 a 2006 y anotó 24 goles; participó en los Juegos Olímpicos de Atenas 2004 y en la Copa Asiática 2004.

### Entrenador
| Periodo   | Club           |
| --------- | -------------- |
| 2018–2019 | Diwaniya FC    |
| 2020–2021 | Naft Maysan FC |
| 2021      | Al-Karkh SC    |

## Logros

### Club
- Iraqi Premier League: 1996/97
- Iraq FA Cup: 1996/97
- Iraqi Elite Cup: 1996 y 1998
- Iraqi Super Cup: 1997
- Bahraini Crown Prince Cup: 2005
- Jordan FA Cup: 2008
- UAE President's Cup: 2003

### Selección nacional
- Campeonato de la WAFF: 2002
- Juegos de Asia Occidental: 2005

## Estadísticas

### Goles con selección nacional
| #  | Fecha      | Sede                              | Rival          | Marcador | Resultado | Torneo                                               |
| -- | ---------- | --------------------------------- | -------------- | -------- | --------- | ---------------------------------------------------- |
| 1  | 17-11-1998 | National Stadium, Beirut          | Líbano         | 1–0      | 2–0       | Amistoso                                             |
| 2  | 5-8-1999   | Central Stadium, Dushanbe         | Omán           | 1–0      | 2–0       | Clasificación para la Copa Asiática 2000             |
| 3  | 5-8-1999   | Central Stadium, Dushanbe         | Omán           | 2–0      | 2–0       | Clasificación para la Copa Asiática 2000             |
| 4  | 7-8-1999   | Central Stadium, Dushanbe         | Kirguistán     | 1–1      | 5–1       | Clasificación para la Copa Asiática 2000             |
| 5  | 23-8-1999  | Al Hassan Stadium, Amán           | Omán           | 2–0      | 3–0       | Juegos Panarábicos de 1999                           |
| 6  | 31-8-1999  | Amman International Stadium, Amán | Jordania       | 4–4      | 4–4       | Juegos Panarábicos de 1999                           |
| 7  | 27-5-2000  | King Abdullah Stadium, Amán       | Kirguistán     | 1–0      | 4–0       | Campeonato de la WAFF 2000                           |
| 8  | 27-5-2000  | King Abdullah Stadium, Amán       | Kirguistán     | 2–0      | 4–0       | Campeonato de la WAFF 2000                           |
| 9  | 27-5-2000  | King Abdullah Stadium, Amán       | Kirguistán     | 4–0      | 4–0       | Campeonato de la WAFF 2000                           |
| 10 | 2-6-2000   | King Abdullah Stadium, Amán       | Jordania       | 1–0      | 4–1       | Campeonato de la WAFF 2000                           |
| 11 | 2-6-2000   | King Abdullah Stadium, Amán       | Jordania       | 4–1      | 4–1       | Campeonato de la WAFF 2000                           |
| 12 | 19-7-2002  | Al-Shaab Stadium, Bagdad          | Siria          | 1–0      | 2–0       | Amistoso                                             |
| 13 | 22-7-2002  | Al-Shaab Stadium, Bagdad          | Siria          | 2–0      | 2–1       | Amistoso                                             |
| 14 | 1-9-2002   | Al Abbassiyyine Stadium, Damasco  | Palestina      | 2–0      | 2–0       | Campeonato de la WAFF 2002                           |
| 15 | 7-9-2002   | Al Abbassiyyine Stadium, Damasco  | Jordania       | 1–2      | 3–2       | Campeonato de la WAFF 2002                           |
| 16 | 31-3-2004  | Al-Wakrah Stadium, Doha           | Palestina      | 1–0      | 1–1       | Clasificación para la Copa Mundial de Fútbol de 2006 |
| 17 | 9-6-2004   | Amman International Stadium, Amán | China Taipéi   | 1–0      | 6–1       | Clasificación para la Copa Mundial de Fútbol de 2006 |
| 18 | 9-6-2004   | Amman International Stadium, Amán | China Taipéi   | 2–0      | 6–1       | Clasificación para la Copa Mundial de Fútbol de 2006 |
| 19 | 22-7-2004  | Sichuan Stadium, Chengdu          | Turkmenistán   | 2–1      | 3–2       | Copa Asiática 2004                                   |
| 20 | 10-12-2004 | Grand Hamad Stadium, Doha         | Omán           | 1–3      | 1–3       | Copa de Naciones del Golfo de 2004                   |
| 21 | 13-12-2004 | Grand Hamad Stadium, Doha         | Catar          | 1–0      | 3–3       | Copa de Naciones del Golfo de 2004                   |
| 22 | 1-12-2005  | Ahmed bin Ali Stadium, Al Rayyan  | Palestina      | 1–0      | 4–0       | Juegos de Asia Occidental de 2005                    |
| 23 | 8-12-2005  | Ahmed bin Ali Stadium, Al Rayyan  | Arabia Saudita | 2–0      | 2–0       | Juegos de Asia Occidental de 2005                    |
| 24 | 10-12-2005 | Ahmed bin Ali Stadium, Al Rayyan  | Siria          | 1–1      | 2–2       | Juegos de Asia Occidental de 2005                    |